# Waville
Waville ist eine französische Gemeinde mit 436 Einwohnern (Stand: 1. Januar 2022) im Département Meurthe-et-Moselle in der Region Grand Est (bis 2015 Lothringen). Sie gehört zum Arrondissement Toul (bis 2022: Arrondissement Briey) und ist Mitglied im Gemeindeverband Communauté de communes Mad et Moselle. Die Einwohner werden Wavillois und Wavilloises genannt.

## Geografie
Waville gehörte zur ehemaligen Provinz Trois-Évêchés und liegt etwa 37 Kilometer nördlich von Toul und etwa 21 Kilometer südwestlich von Metz entfernt im Regionalen Naturpark Lothringen. Umgeben wird Waville von den Nachbargemeinden Chambley-Bussières im Norden, Onville im Nordosten und Osten, Villecey-sur-Mad im Osten und Südosten, Prény im Südosten und Süden, Rembercourt-sur-Mad im Südwesten sowie Saint-Julien-lès-Gorze im Westen.
Waville liegt am linken Ufer der Rupt de Mad, einem Nebenfluss der Mosel. Zahlreiche Mühlen wurden in den vergangenen Jahrhunderten hier errichtet. Der Ruisseau de Grand Fontaine und der Ruisseau de Soiron münden als rechte bzw. linke Zuflüsse auf dem Gemeindegebiet in den Rupt de Mad. Wald hat den größten Anteil (etwa 59,5 %) an der Fläche der Gemeinde, etwas über ein Drittel wird hingegen landwirtschaftlich genutzt.
Die Route départementale D952 (frühere Route nationale 52bis) durchquert das Gemeindegebiet von West nach Ost ebenso wie die Eisenbahnstrecke von Lérouville nach Metz mit einem Haltepunkt im benachbarten Onville, der von drei Linien der TER Grand Est bedient wird.

## Bevölkerungsentwicklung

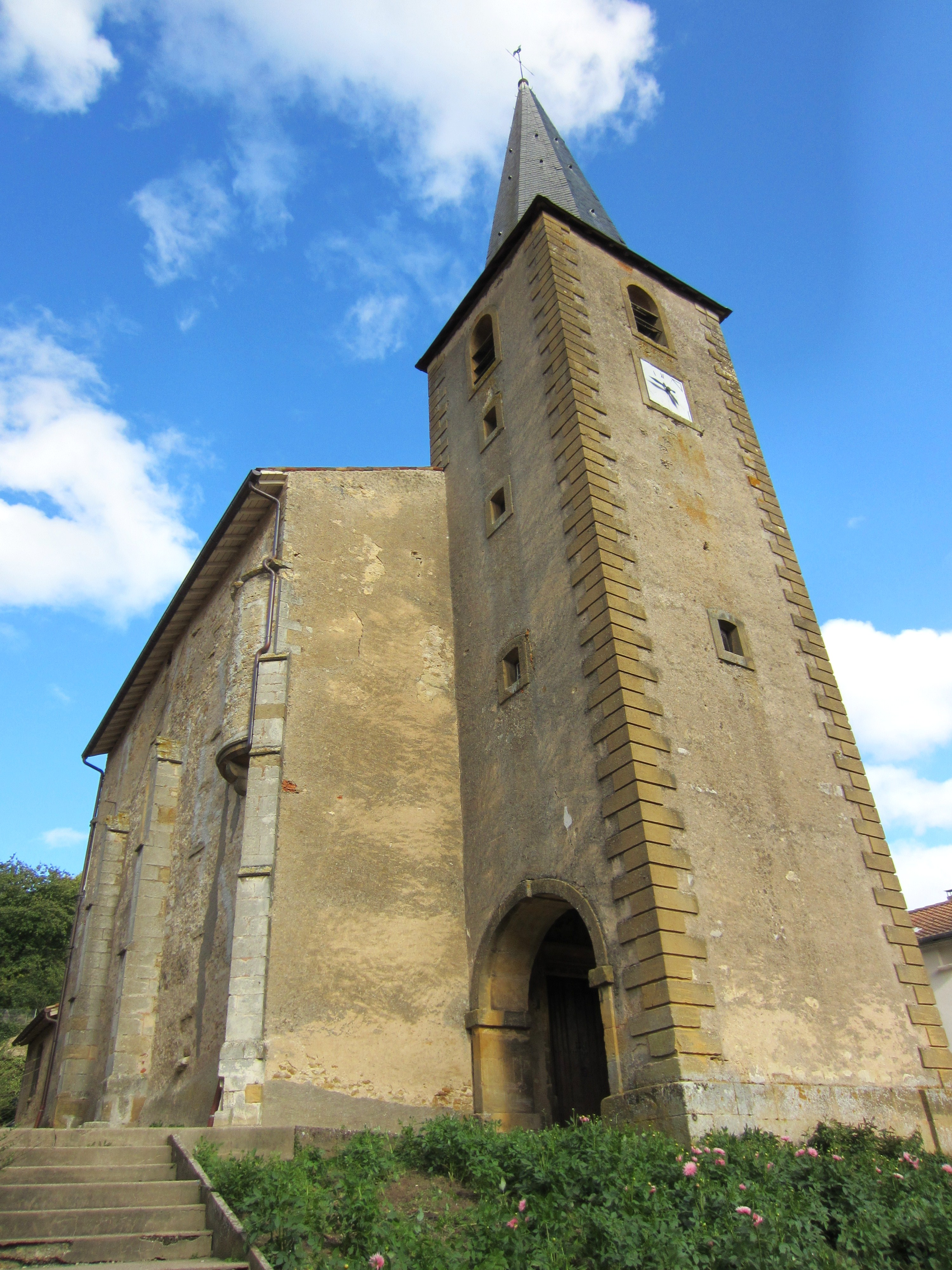
Kirche Saint-Hubert

| Jahr                       | 1962 | 1968 | 1975 | 1982 | 1990 | 1999 | 2006 | 2019 |
| Einwohner                  | 367  | 376  | 363  | 396  | 406  | 386  | 425  | 428  |
| Quellen: Cassini und INSEE |      |      |      |      |      |      |      |      |

## Sehenswürdigkeiten
- Pfarrkirche Saint-Hubert aus dem 13. Jahrhundert, seit 1921 als Monument historique klassifiziert. Gebäude aus der ersten Hälfte des 13. Jahrhunderts. Portal 1525 errichtet. Zu Beginn des 17. Jahrhunderts (1608) aufgestockt und befestigt. Der Glockenturm wurde 1769 errichtet.
- Häuser aus dem 18. und 19. Jahrhundert